# Nils Ryndel
Nils Ryndel, född 29 oktober 1917 i Vänersborg, död 21 februari 2008 i Göteborg, var en svensk konstvetare, museiintendent och målare.
Ryndel föddes som son till överinspektören Petrus Carlson och Valborg Jerdén. Han blev filosofie licentiat vid Göteborgs högskola 1947 på avhandlingen Kompositionella drag i fransk impressionism under handledning av Axel Romdahl. Samma år anställdes han som amanuens vid Göteborgs konstmuseum. Han blev museets intendent 1954, en tjänst som han innehade till 1982. Då Göteborgs Konsthall införlivades med konstmuseet 1967 blev han även dess förste utställningsintendent; han förblev på den posten tills han  efterträddes av Bo Särnstedt 1972.
Som intendent på Göteborgs konstmuseum var han ansvarig för den moderna avdelningen. Han byggde upp museets samling av samtidskonst, bland annat med ett antal spanska och brittiska verk från 1960-talet. Han utformade även de informationsblad som placerades i museisalarna och engagerade sig i bildningsverksamheten, i vilken han föredrog studiecirklar i små grupper med praktiska övningar framför teoretiska föreläsningar. Han författade även ett flertal konstvetenskapliga verk, bland annat några av häftena i museets småskriftserie. 1972 kom en monografi över målaren Inge Schiöler, som är ett pionjärarbete om Inge Schiöler. 
Ryndel samarbetade även med Sveriges Television som med programmet Bilder med sälta (1974) där han intervjuar grafikern och monumentalmålaren Torsten Billman.
Ryndel sysslade under många år, vid sidan av arbetet, med måleri. På Göteborgs Konstförening ställde han 1997 ut akvareller, oljemålningar och collage. År 2006 hade han en utställning med titeln Återvunnen tid på Galleri Aveny i Göteborg, där han visade sina verk från åren 1950-2005.
Han var sedan 1944 gift med skulptören Margareta Ryndel och hade två barn. Han begravdes den 18 april 2008 på Örgryte gamla kyrkogård i Göteborg. Ryndel finns representerad vid bland annat Göteborgs konstmuseum och Nationalmuseum i Stockholm.